# Alma Beltran
Alma Leonor Beltran (* 22. August 1919 in Sonora, Mexiko; † 9. Juni 2007 in Northridge, Kalifornien) war eine mexikanische Schauspielerin.

## Leben
Beltran startete ihre Filmkarriere direkt in Hollywood in der Rolle der Miss Guatemala im Film Pan-America (1945). Bis ins Jahr 2002 spielte sie über 80 Rollen in Film und Fernsehen, oftmals in kleineren Rollen, immer als mexikanische Dame oder Senorita. Darunter waren Rollen in den Serien Bonanza, Eisenbahndetektiv Matt Clark, Knight Rider und Der Chef. Auf der Leinwand sah man sie in Der Galgen muss warten, Inferno am Fluß, Tracy trifft den lieben Gott, Ein anderer Mann, eine andere Frau und zuletzt in Die Hochzeitsfalle.
Als Mitglied der Gruppe mexikanischer Künstler in Los Angeles nahm sie an Musikfestivals wie dem Fiesta de la Raza teil.
Alma Beltran starb im Juni 2007 im Alter von 87 Jahren.

## Filmografie (Auswahl)
- 1945: Yolanda und der Dieb (Yolanda and the Thief)
- 1947: Karneval in Costa Rica (Carnival in Costa Rica)
- 1948: Liebesnächte in Sevilla (The Loves of Carmen)
- 1948: Schritte in der Nacht (He walked by Night)
- 1953: Mit der Waffe in der Hand (Gun Fury)
- 1953: Sombrero
- 1954: Kalifornische Sinfonie (Jubilee Trail)
- 1955: Der Seefuchs (The Sea Chase)
- 1956: Gefangene des Stroms (The Bottom of the Bottle)
- 1957: Massaker – Der Galgen muß warten (Dragoon Wells Massacre)
- 1968: Inferno am Fluß (Blue)
- 1974: Zeuge einer Verschwörung (The Parallax View)
- 1976: Der Marathon-Mann (Marathon Man)
- 1978: Hausbesuche (House Calls)
- 1980: Herbie dreht durch (Herbie Goes Bananas)
- 1980: Tracy trifft den lieben Gott (Oh, God! Book II)
- 1985: Kopfüber in die Nacht (Into the Night)
- 1986: Sei stark, Cassie! (Nobody's Fool)
- 1987: Flashpoint Mexico (Love Among Thieves)
- 1989: Second Hand Familie (Immediate Family)
- 1990: Ghost – Nachricht von Sam (Ghost)
- 2002: Die Hochzeitsfalle (Buying the Cow)